# Ben Harrington
Ben Harrington (ur. 13 października 2001 w Dunedin) – nowozelandzki narciarz dowolny specjalizujący się w half-pipe i slopestyle'u, olimpijczyk z Pekinu 2022.

## Udział w zawodach międzynarodowych
| Impreza                     | Rok  | Miejsce  | Konkurencja | Miejsce |                      |      |       |          |     |
| --------------------------- | ---- | -------- | ----------- | ------- | -------------------- | ---- | ----- | -------- | --- |
| Impreza                     | Rok  | Miejsce  | Konkurencja | Miejsce | Igrzyska olimpijskie | 2022 | Pekin | halfpipe | 13. |
| Mistrzostwa świata          | 2021 | Aspen    | halfpipe    | 15.     |                      |      |       |          |     |
| Mistrzostwa świata juniorów | 2018 | Cardrona | halfpipe    | 4.      |                      |      |       |          |     |
| Mistrzostwa świata juniorów | 2018 | Cardrona | slopestyle  | 9.      |                      |      |       |          |     |